# 206
Năm 206 là một năm trong lịch Julius. 